# Wieża ciśnień w Zabrzu
Wieża ciśnień w Zabrzu – wieża ciśnień, zlokalizowana w Zabrzu przy ul. Zamoyskiego, wzniesiona w 1909 roku.

## Historia

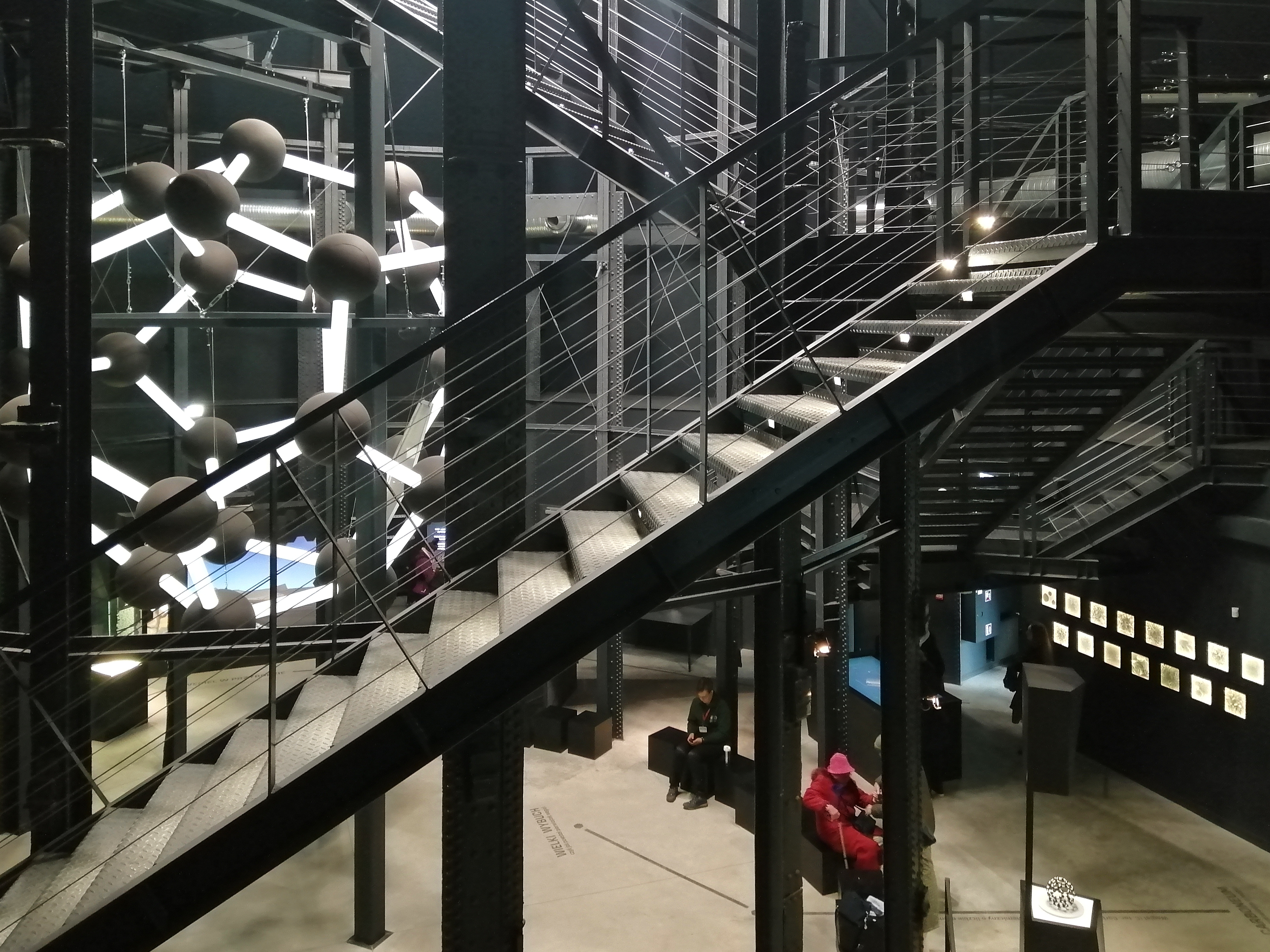
Ekspozycja wewnątrz wieży (2022)

Wieża została zaprojektowana przez architekta Augusta Kinda oraz radcę budowlanego Friedricha Loose. Obiekt nie ma odpowiednika na obszarze Polski. Wieża o wysokości 46 m, której zasadniczą konstrukcję stanowi 8 filarów na ośmioboku foremnym oraz filar centralny, została zbudowana w stylu ekspresjonistycznym. Zbiornik przykryty dachem mansardowym, zwieńczonym latarnią. W partii dolnej trzy kondygnacje użytkowe mieszczące pierwotnie biura oraz mieszkania. W 2000 roku 1 ha terenu i sama wieża została sprzedana przez gminę Robertowi Wallonowi. Zabrzanin mieszkający w Szwajcarii nie zainwestował jednak w wieżę, ale po 7 latach sprzedał ją firmie Siltech. W 2017 roku wieżę kupiło Muzeum Górnictwa Węglowego. Z wieży rozprzestrzenia się panorama na Zabrze i okolice, przy dobrej widoczności można zobaczyć pasmo Beskidów i Tatry.

## Rewitalizacja
W 2018 roku ramach Regionalnego Programu Operacyjnego Województwa Śląskiego na lata 2014–2020 Działanie 10.3. Rewitalizacja obszarów zdegradowanych Poddziałanie 10.3.1. Rewitalizacja obszarów zdegradowanych – ZIT Zabrze otrzymało środki na rewitalizację wieży. Realizację projektu zaplanowano w okresie od 12.03.2018 roku – 20.12.2019, a jego wartość ma wynieść 34 mln zł, z czego ponad 23,6 mln zł stanowi dofinansowanie pozyskane w ramach Regionalnego Programu Operacyjnego Województwa Śląskiego na lata 2014–2020.